# Patomorfologia zwierząt
Patomorfologia zwierząt – nauka zajmująca się rozpoznawaniem, klasyfikacją, a także ustalaniem czynników terapeutycznych na podstawie zmian struktury i wyglądu tkanek i narządów zwierząt.
Wywodzi się z anatomii patologicznej zwierząt, która zajmuje się badaniem szerszego zakresu zagadnień.
W nomenklaturze weterynaryjnej jest częścią bardziej ogólnej nauki, traktującej o wszelkich nieprawidłowościach w ustroju zwierzęcia, jaką jest patologia zwierząt.